# جو دي رو
جو دي رو (بالهولندية: Jo de Roo)‏ ولد بتاريخ 5 يوليو 1937 في هولندا، هو دراج هولندي سابق في صنف سباق الدراجات على الطريق.

## سجل النتائج

### سباقات أو مراحل فاز بها
- طواف فرنسا
- طواف إسبانيا
- بطولة العالم لسباق الدراجات على الطريق

## روابط خارجية
- جو دي رو على موقع أرشيف الدراجات (الإنجليزية)
- جو دي رو على موقع إحصائيات الدراجات الإحترافية (الإنجليزية)
- جو دي رو على موقع CycleBase (الإنجليزية)